# Шахтёрскантрацит
«Шахтёрскантрацит» — угледобывающее предприятие в городе Шахтёрск Донецкой области. 

## История
В марте 1970 года на базе треста «Шахтёрскантрацит» был создан угледобывающий комбинат «Шахтёрскантрацит» (в состав которого вошли 22 шахты и шахтоуправления).
В целом, в советское время добыча угля являлась основой экономики города, а «Шахтёрскантрацит» был градообразующим предприятием.
После провозглашения независимости Украины производственное объединение «Шахтёрскуголь» перешло в ведение министерства угольной промышленности Украины.
В марте 1995 года Верховная Рада Украины внесла «Шахтёрскуголь» в перечень предприятий, приватизация которых запрещена в связи с их общегосударственным значением.
В дальнейшем, началась приватизация объектов социальной инфраструктуры города, входивших в состав ПО «Шахтёрскуголь». Так, в октябре 1995 года было утверждено решение о приватизации жилищно-коммунального управления ПО "Шахтёрскуголь".
В августе 1997 года государственная холдинговая компания "Шахтёрскуголь" была включена в перечень предприятий, учреждений и организаций, имеющих стратегическое значение для экономики и безопасности Украины.
В 2001 году добыча угля составляла 799 471 тонн.
За первые пять месяцев 2011 года «Шахтёрскантрацит» добыл 410 443 тонн угля.
За первые пять месяцев 2013 года «Шахтёрскантрацит» добыл 395 000 тонн угля.
Весной 2014 года «Шахтёрскантрацит» перешло под контроль властей ДНР и было реорганизовано в унитарное предприятие. В декабре 2016 года «Шахтёрскантрацит» было включено в состав ГП «Торезантрацит».

## Состав
В объединение входят: шахтоуправление «Шахтерское-Глубокое», три угольные шахты (шахта имени 17-го Партсъезда, шахта «Иловайская» и шахта имени С. П. Ткачука), а также три обогатительные фабрики (ЦОФ «Постниковская», ЦОФ «Сердитенская» и ЦОФ «Шахтёрская») и вспомогательные предприятия.